# René Chiappino
René Chiappino (Ginevra, 18 dicembre 1925 – ...) è stato un cestista svizzero.

## Carriera
Con la Svizzera ha disputato le Olimpiadi di Helsinki 1952 e tre edizioni dei Campionati europei (1951, 1953, 1955).